# Рамазанова, Нина Гавриловна
Ни́на Гаври́ловна Рамаза́нова (урождённая Ры́бникова) — советский и российский педагог, учитель начальных классов. Отличник просвещения СССР (1984), ветеран труда (1987), заслуженный учитель Республики Дагестан (2005).

## Биография
Родилась 26 июня 1940 года в станице Костромская Лабинского района (ныне — Мостовского района) Краснодарского края. После окончания местной десятилетней школы, переехала жить в Узбекистан. Там же и вышла замуж за Магомеда Рамазанова. Поступила на курсы для подготовки учителей начальных классов, и первое время работала учителем в Узбекистане. После переехала с семьёй в Дагестан. В 1967 году поступила на работу учителем начальных классов средней школы села Могилёвское Хасавюртовского района, где проработала до ухода на пенсию в 2012 году. За долголетнюю и плодотворную работу была награждена рядом наград.

## Награды
- Отличник народного просвещения РСФСР;
- Медаль «Ветеран труда» (1987);
- Отличник просвещения СССР (1984);
- Заслуженный учитель Дагестана (2005)[2].